# Alfred Fronval
Alfred Fronval (Neuville-Saint-Rémy, 11 agosto 1893 – Villacoublay, 28 giugno 1928) è stato un aviatore francese, pilota acrobatico primatista mondiale della categoria nel 1927. Fu anche inventore ideando e costruendo il Link-Trainer, un antesignano degli odierni simulatori di volo.

## Biografia
Alfred Fronval nasce a Neuville-Saint-Rémy, cittadina del Nord, dipartimento francese della regione Nord-Passo di Calais dove cresce con i genitori ed i quattro fratelli. Resta orfano di madre a causa di un bombardamento tedesco durante la prima guerra mondiale dove rimangono uccisi anche i suoi due fratelli maschi.
Allo scoppio della prima guerra mondiale inizia la sua carriera militare nell'Armée de terre, arruolandosi volontario nel 1º Reggimento di fanteria di Cambrai. Combatté nella battaglia di Verdun e, tra l'agosto-settembre 1916, in quella della Somme, venendo citato due all'ordine del giorno. Rimase nell'arma di fanteria fino al 16 aprile 1917, perché dopo essere stato insignito della Croix de Guerre per la sua condotta a Verdun, fece domanda per entrare nell'Aéronautique Militaire. La sua domanda fu accettata e Fronval venne mandato presso il 1er Groupe d'Aviation, entrando nella scuola di pilotaggio di Crotoy. Durante il corso venne immediatamente notato per il suo impegno, per la sua audacia e l'abilità nella guida. Il 5 luglio 1917 ottiene il brevetto di pilota, ed il capitano René Simon avrebbe voluto tenerlo presso la scuola ma egli chiese di essere mandato presso un'unità da combattimento. Fu accontentato, e il 7 ottobre 1917 raggiunse l'Escadrille de Chasse SPA 62, dove rimase per qualche mese. In seguito alle reiterate richieste dei suoi superiori accettò di diventare istruttore e venne destinato alla scuola caccia ed acrobazia di Pau, dove collaborò a formare numerosi piloti.
Date le sue doti eccezionali rimase in servizio oltre il termine del conflitto, venendo congedato nel 1921 per essere immediatamente assunto come capo pilota istruttore alla scuola di volo della fabbrica Morane-Saulnier di Villacoublay, incarico che non lasciò mai. Fu durante questo periodo che scrisse un manuale di pilotaggio ed ideò il Link-Trainer, un'apparecchiatura antesignana degli odierni simulatori di volo. Come pilota istruttore Alfred Fronval si dichiarò sempre favorevole all'apparecchio difficile da pilotare. Così ebbe a dire al suo allievo e grande pilota acrobatico Michel Détroyat: «qui peut plus, peut moins... lorsque le débutant aura bien en main un appareil assez fin, il lui sera fort aisé de piloter n'importe quel autre avion».

### L'attività agonistica
Il 17 ottobre 1919 sull'aeroporto di Villacoublay, davanti a Robert Morane e al tenente Charles Robin, batte il record mondiale di looping consecutivi realizzandone 629 in 2 ore e 42 minuti.
Il 28 ottobre 1919 sull'aeroporto di Madrid-Cuatro Vientos, in Spagna, realizza 624 looping consecutivi in 2 ore 42 minuti e 19 secondi.
Il 26 maggio 1920 migliora nuovamente il record realizzando 962 looping in un volo di 3 ore 52 minuti e 10 secondi. Il record avrebbe potuto essere migliore se la scarsità di benzina non avesse obbligato l'aviatore ad atterrare. Appena toccato il suolo il primo pensiero del pilota fu per la prossima sfida fissata per l'indomani: realizzare un volo Parigi-Madrid e ritorno in giornata.
Il 24 febbraio 1922, mentre stava provando un nuovo tipo di velivolo, per un guasto al propulsore fu costretto ad tentare un atterraggio di fortuna nei pressi di Meudon. Il tentativo di raddrizzare il velivolo prima dell'impatto non ebbe successo e l'aereo precipitò di colpo da una quota di 50 m. Fronval, rimasto incastrato tra i rottami dell'aereo, riportò serie ferite: oltre a svariate contusioni, una profonda ferita alla fronte, la caviglia destra e due costole fratturate.
Il 3 gennaio 1923 Alfred Fronval, capo collaudatore della Morane-Saulnier decise di partecipare ad un concorso di volo per alianti che si doveva tenere a Biskra. Egli non aveva alcun tipo di esperienza di volo senza motore. Il concorso si tenne tra il 5 ed il 21 febbraio e Fronval pilotò un aliante Dewoitine P-3. Purtroppo la mancanza di esperienza si fece sentire e dopo qualche volo della durata di uno o due minuti decise di abbandonare la competizione e rientrare a Parigi. Il suo aliante venne affidato a Georges Barbot che stabilì il record mondiale di volo più lungo con 8 ore e 36 minuti, purtroppo il record non venne mai omologato. La gara ufficiale venne vinta da François Descamps, secondo arrivò Georges Barbot e terzo Joseph Juste Thoret.
Il 3 agosto 1924 Alfred Fronval si esibì assieme a Charles Robin durante il meeting aeronautico di Tours organizzato dal locale Aéro-Club e dalla Société de Propagande Aéronautique. Una folla di 20 000 abitanti accorse a la Gloriette per assistere alla sfida dei due piloti acrobatici.
Nel gennaio 1927 Alfred Fronval, Charles Robin e Jean-Baptiste Salis formano la prima pattuglia acrobatica del mondo, la Patrouille tricolore, equipaggiata con tre Morane-Saulnier Type AI dipinti con i colori nazionali. Su questi velivoli i tre piloti si esibiscono in numerosi raduni aeronautici su tutto il territorio francese. Il 21 agosto 1927, durante il meeting aereo tenutosi sull'aeroporto di Dübendorf, vicino a Zurigo Fronval diventa campione del mondo di acrobazia aerea, battendo piloti affermati come Gerhard Fieseler e Marcel Doret.

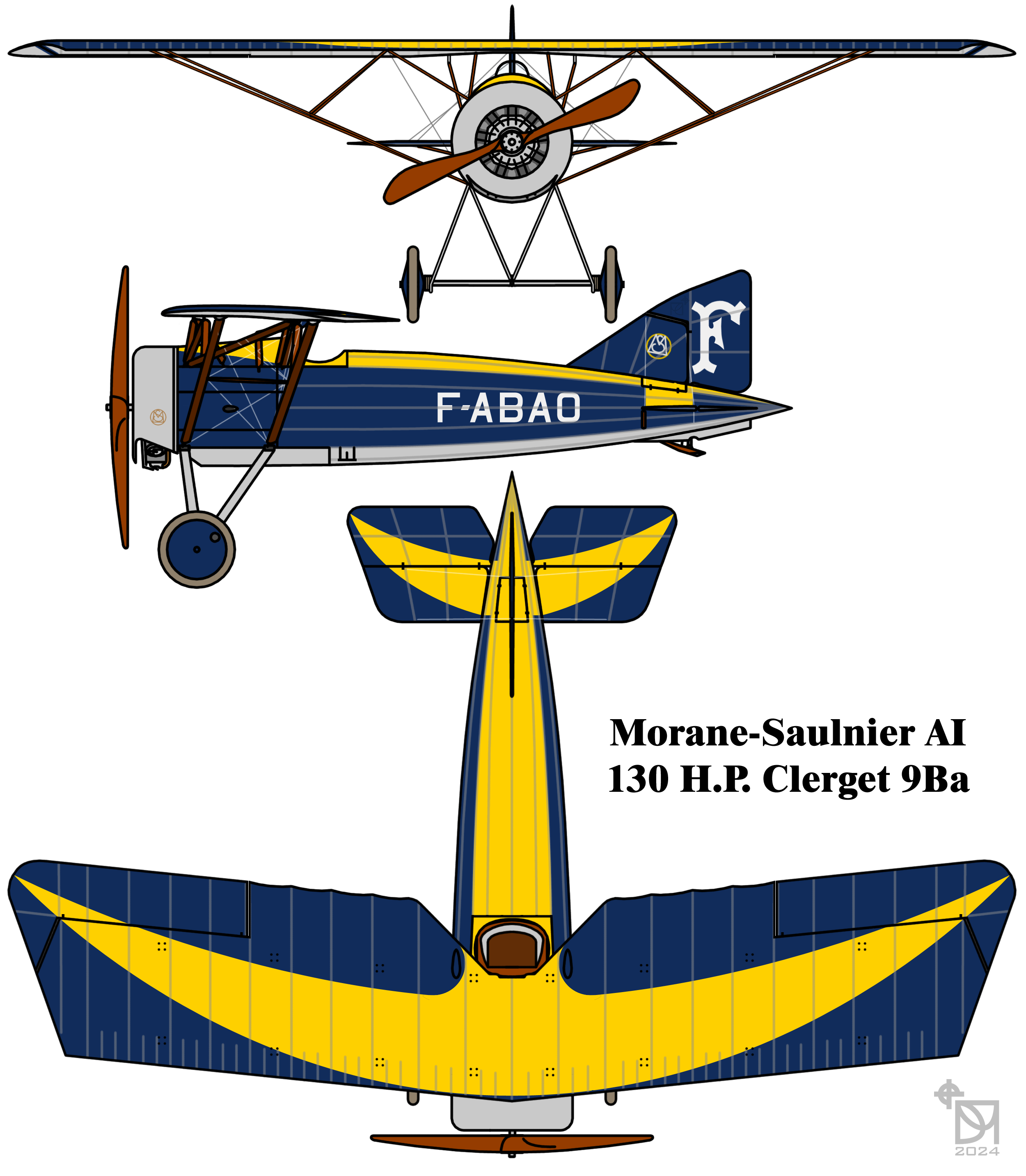
Morane-Saulnier MS.30E.1 il record mondiale di looping consecutivi realizzandone 1111

Il 25 febbraio 1928 a Villacoublay batte ancora il record mondiale di looping consecutivi realizzandone 1 111 in 4 ore e 56 minuti.

### La tragica morte
Alfred Fronval muore in un tragico incidente sull'aeroporto di Villacoublay il 28 giugno 1928. Dopo aver provato in volo un nuovo apparecchio monoposto da caccia Breguet, il pilota atterrò sulla pista dell'aeroporto. Purtroppo un aereo biposto da bombardamento, pilotato dal capitano Cornille, in fase di decollo entrò in collisione con il suo apparecchio. Il capitano Cornille venne sbalzato fuori dal suo velivolo e riportò solamente alcune contusioni. L'aereo di Fronval, per una tragica fatalità, si infilò in mezzo ad un covone di fieno che prese fuoco. Il pilota non ebbe il tempo di chiudere la benzina, e malgrado gli sforzi dei soccorritori accorsi da ogni parte perì carbonizzato.
La salma di Alfred Fronval riposa nel cimitero di Villacoublay, nel territorio del comune di Neuville-Saint-Rémy.

## Onorificenze e decorazioni

### Onorificenze francesi
(lista parziale)

## Riconoscimenti e dediche
la sua città natale, Neuville-Saint-Rémy, ha eretto in sua memoria un monumento, dedicandogli anche una via, rue Alfred Fronval, e una lottizzazione edilizia.
Il Musée de l'air et de l'espace ha tra i suoi velivoli esposti al pubblico il Morane-Saulnier Type AI marche F-ABAO a lui appartenuto e con il quale vinse il concorso acrobatico di Monaco di Baviera del 1927.